# Rome: Total War
Rome: Total War är ett datorspel som är utvecklat av Creative Assembly och utgivet av Activision. I spelet ska man styra en fraktion vid tiden för det gamla Romarriket. Spelet är ett turordningsbaserat spel liksom de andra inom Total War-serien, där också Shogun: Total War Medieval: Total War Empire: Total War och Napoleon: Total War finns med.
I spelet styr man en antik nation genom krig, diplomati och familjeaffärer. När spelet börjar får man välja att spela som en av tre romerska fraktioner, den Julianska, den Brutiska eller den Scipiska. Spelet börjar 270 f.Kr. och man har fram till 14 e.Kr. på sig att erövra 50 provinser. Spelar man det korta scenariot behöver man endast ta över 15 provinser.

## Gameplay
Spelet börjar med att spelaren får välja en av flera fraktioner. Sedan är det upp till spelaren att leda sitt land mot framgång. Spelet har två lägen, det ena är kampanjkartan där städer och arméer kan hanteras. Den delen av spelet är turordningsbaserad där varje armé bara kan röra sig en viss sträcka per tur. Att bygga hus och arméer kan ta flera turer. Vid strider kan spelaren välja mellan att låta datorn simulera striden eller utkämpa den själv. Om spelaren själv vill slåss får denne göra det i realtid i en 3D-miljö som motsvarar den plats på kampanjkartan där striden ska utspelas.
Varje land har sitt eget sätt att strida, exempelvis slåss grekerna med hopliter med spjut medan romarna föredrar svärd.
Vissa länder, exempelvis Partien förlitar sig nästan helt på sitt kavalleri.
Det är denna variation som gjort Total War-serierna så framgångsrika.

### Senaten
Senaten, benämnd SPQR efter Roms valspråk, är den fraktion som Rom har i början av spelet. Den har en armé som den skickar ut för att hjälpa andra romerska fraktioner i nöd i Italien men annars har de ingen militär verksamhet. De delar ut uppdrag till de andra romerska fraktionerna och erbjuder pengar, gladiatorspel och soldater. Ibland är det enda den ger tillbaka ett "tack".
Senaten blir dock förr eller senare attackerad av någon av de andra romerska fraktionerna i spelet när denna har fått ett såpass stort folkligt stöd att den har stöd för att gå emot senaten. Senaten försöker dock förhindra detta och delar då ut nästan omöjliga uppdrag, som att man ska döda sin egen ledare.
I Medieval: Total War och Medieval II: Total War fyller Vatikanstaten samma funktion.

### Fraktioner
Till att börja med kan spelaren bara välja att spela som en av tre romerska fraktioner; Julii, Brutii och Scipii. När spelaren vunnit en kampanj så kan han eller hon också spela som någon av de övriga fraktionerna som till exempel britter, germaner eller karthager.
Det finns också flera fraktioner som spelaren inte kan välja. Bland dessa finns senaten, Spanien samt de rebeller som dyker upp där folket är missnöjt eller i städer som ingen legitim fraktion äger.
Alla länder man kan spela: romarna, grekerna, seldjukerna, Egypten, Partien, Karthago, Gallien, Britannien och Germanien. Efter att man fullföljt kampanjen kan man spela fler länder efter att man har ändrat filerna.

### Online
Spelet går också att spela online med upp till åtta spelare.

## Expansionspaket

### Rome: Total War: Barbarian Invasion
Barbarian Invasion släpptes i september 2005. Expansionen börjar omkring 350 e.Kr. och sträcker sig till runt 476 e.Kr. Skillnaderna mellan Barbarian Invasion och originalspelet är att Romarriket har delat på sig, till Väst- och Östrom. Romarna har även mycket större territorium och har av någon anledning inte kohortarméer. De mest hotande folken är hunnerna, vandalerna, goterna och ostrogoterna.
Det var under denna tid som Västrom slutligen gick under och folkvandringstiden började. De fraktioner som finns är inte desamma som i originalet. Till exempel finns inte senaten och de romerska familjerna. Istället finns Västrom och Östrom att spela som.
Nya saker som har lagts till är att lätta enheter kan simma över floder och att man kan utkämpa nattstrider. Det senare har den effekten att ens egna soldater får en moralbonus och fiendens får en negativ effekt. Dessutom finns det en "Hord"-effekt vilket gör att vissa fraktioner inte utplånas när deras sista stad blir tagen. Istället får man då en mängd soldater som man får dra vidare med i hopp om att hitta någon ny stad att bo i. Enheterna man får är de gamla invånarna i staden. Det vill säga ju fler invånare man hade desto större armé får man, och när man har tagit en ny stad löses en del av dessa enheter upp och blir invånare i ens nya stad.
En av originalspelets svagheter var att det tog lång tid att fördela guvernörer runt till städerna. Detta förbättrades i Barbarian Invasion så att om staden är tillräckligt långt utvecklad går det att rekrytera guvernörer direkt i staden.

### Rome: Total War Alexander
Rome: Total War Alexander släpptes i juni 2006. Spelet handlar om att man tar över rollen som Alexander den store och man ska lyckas erövra hela den kända världen. Det är ingen enkel uppgift. Den makedoniska statskassan är i kris och Makedonien är omringat av fiender. Om man lyckas besegra sina närliggande grannar väntar Persien med stora arméer och väldig rikedom.
Tiden i Rome Total War Alexander är begränsad till 100 turns och det betyder att en spelare i princip måste vara mycket aggressiv och det går inte att bygga upp städer till en hög nivå för att tillåta att de bättre trupperna kan ersättas.